# از دست رفته
از دست رفته نمایشنامه‌ای است از اکبر رادی، نوشته به سال ۱۳۳۶، که در زمستان ۱۳۹۷ منتشر شد.

## متن
این نخستین نمایشنامهٔ رادی است که در سال‌های جوانی نوشته شده. رادی این نمایشنامه را هرگز منتشر نکرد. پس از مرگ نویسنده، نمایشنامه به کوشش بهروز محمودی بختیاری به وسیلهٔ نشر خاموش در تهران منتشر شد.